# Sint-Lambertuskerk (Buren)
De Sint-Lambertuskerk is de protestantse kerk te Buren gelegen aan de Markt in het midden van het stadje.
De kerk werd in 1367 gesticht als een kapel en in 1395 als parochiekerk genoemd naar de heilige Lambertus. De Utrechtse bisschop Frederik van Blankenheim gaf in dat jaar toestemming aan de gelovigen te Buren een zelfstandige parochie te vormen in de Lambertuskerk. In de 15de eeuw werd de kerk uitgebreid met zijbeuken en een nieuw hoofdkoor en kreeg hij zijn huidige gedaante. De kerk heeft een toren met een bovenbouw in renaissancestijl, die werd gebouwd door Alessandro Pasqualini en Pieter Post.
De kerk is in de periode 1973 tot 1980 gerestaureerd. De kerktoren werd in 1990 gerestaureerd. Het Bätzorgel dateert uit 1852.
Voor de kerk staat het standbeeld van Willem van Oranje en Anna van Buren.
Sinds 2014 is de kerk eigendom van de Stichting Oude Gelderse Kerken.

## Trivia
- Willem van Oranje trouwde op 8 juli 1551 zijn eerste vrouw Anna van Buren in deze kerk, toen nog in de rooms-katholieke ritus.
- Het derde kind van Willem van Oranje Maria van Buren is in 1616 (gereformeerd) begraven in de tombe onder het koor. Zij is de stichter van het weeshuis te Buren.